# 懷氏黏盲鰻
懷氏副盲鰻（学名：Eptatretus wisneri），又名青眠鰻、無目鰻、鰻背、龍筋，为盲鰻科黏盲鰻屬下的一个种，分布於西北太平洋臺灣西南部海域，為深海魚類，深度330-412公尺，體延長呈圓柱狀，體後方側扁，眼退化為皮膚所覆蓋，無上下頜，具6對鰓囊，鰓孔在直線中間隔很密，體長可達33.5公分，主要棲息在大陸坡泥底部，屬肉食性，主要以腐屍為食，沒有交配器官，性腺位於腹膜腔內，卵巢位於性腺的前部，睾丸位於性腺的後部，若性腺的顱部發育，則成為雌性；若性腺的尾部發生分化，則成為雄性，生活習性不明。